# Luo Jianming
Luo Jianming (chiń. 羅建明, ur. 6 listopada 1969 w Foshan) – chiński sztangista, brązowy medalista olimpijski i dwukrotny medalista mistrzostw świata.

## Kariera
Pierwszy sukces w karierze osiągnął w 1990 roku, kiedy podczas mistrzostw świata w Budapeszcie zdobył brązowy medal w wadze piórkowej. Wyprzedzili go tylko Nikołaj Peszałow z Bułgarii i Kim Yong-su z Korei Północnej. Na rozgrywanych rok później mistrzostwach świata w Donaueschingen był trzeci w wadze koguciej, plasując się za Chun Byung-kwanem z Korei Południowej i Chińczykiem Liu Shoubinem. W 1992 roku wystartował na igrzyskach olimpijskich w Barcelonie, gdzie ponownie był trzeci, za Chun Byung-kwanem i Liu Shoubinem. Był to jego jedyny start olimpijski.
Był również brązowym medalistą igrzysk azjatyckich w Pekinie w 1990 roku.